# Емблема Мегхалаї
Емблема Мегхалая — символ, який використовується для представлення уряду штату Мегхалая, Індія.

## Історія
Нинішній герб був прийнятий 19 січня 2022 року в рамках святкування золотого ювілею держави. Дизайн П. Маріо К. Патоу було обрано після загальнодержавного конкурсу, на який надійшло 198 робіт. Раніше держава використовувала печатку на основі емблеми Індії в офіційних цілях.

## Дизайн
Емблема являє собою круглу печатку із зображенням таких елементів:
- Три гірські вершини у формі літери М, яка символізує гори Кхазі, Джайнтія та Ґаро, що складають державу
- Хмари, які натякають на назву штату, що означає «обитель хмар»
- Три моноліти, які представляють три головні етноси штату: кхасі, джайнтія та гаро
- Традиційний барабан фестивалю вангала
- Традиційні намиста з бісеру Рікгіток і Пайла
- Слова «Уряд Мегхалаї» англійською мовою

## Емблеми Рад автономного округу в Мегхалаї
У Мегхалаї є три автономні окружні ради, кожна з яких прийняла окремі емблеми, щоб представляти себе.

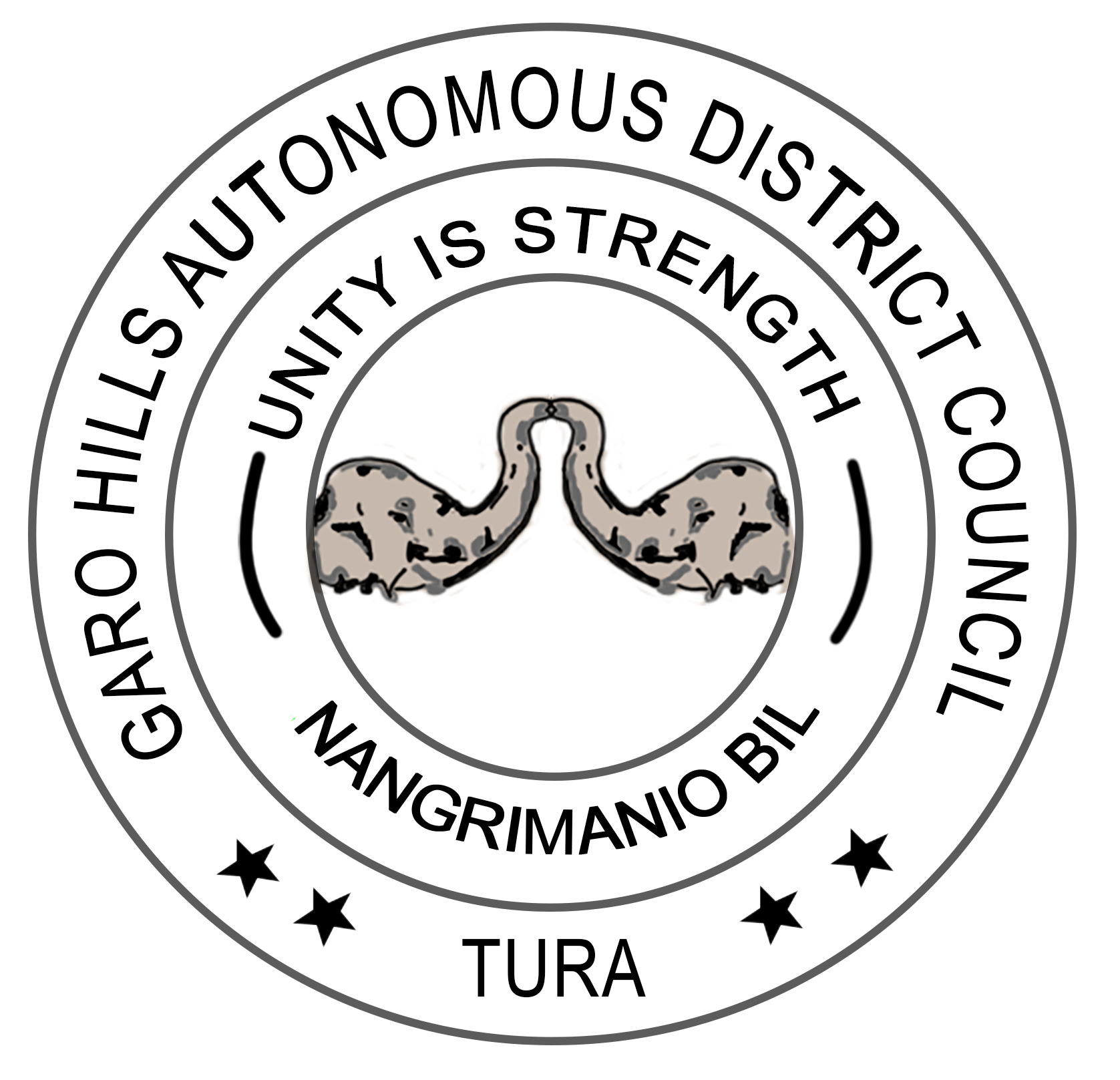
Рада автономного округу Ґаро Гіллз
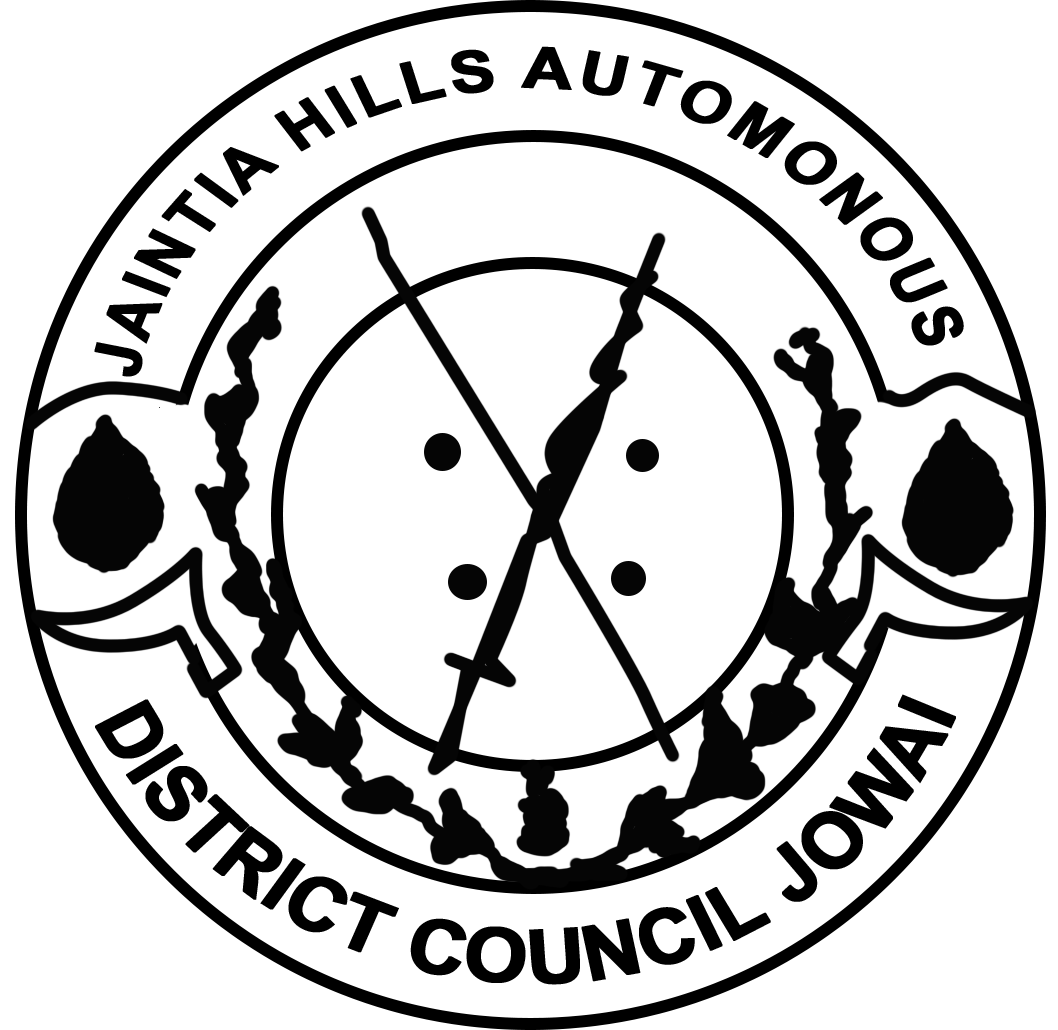
Рада автономного району Яїнтія Гіллз
Рада автономного району Хасі Хіллз

## Урядовий прапор
Уряд Мегхалаї може бути представлений прапором із зображенням емблеми держави на білому полі.